# 第一次世界大戦慰霊碑 (マッカイ)
第一次世界大戦慰霊碑（だいいちじせかいたいせんいれいひ）は、オーストラリア・クイーンズランド州マッカイにある州遺産に登録されている記念碑である。ステファン・ハーベイによって設計され、1928年から1929年にかけてメルローズ & フェンウィックによって建設された。マッカイ戦争記念館や、ジュビリー公園としても知られている。 1992年8月21日にクイーンズランド州遺産に追加された。

## 歴史
マッカイの戦争慰霊碑は、パイオニア川の南岸に1929年に完成した。タウンズビルの建築家であるステファン・ハーベイによって設計され、第一次世界大戦で戦死したマッカイとマッカイに所属する地区の159人の兵士を慰霊するために建設された。1945年、記念碑はジュビリー公園の北端に移された。ジュビリー公園は、1935年から1936年にかけてジョージ5世の命日を記念して建設されたもので、アルバート通り、ウェリントン通り、ゴードン通り、ネルソン通りに囲まれたブロックの南半分に位置している。また、1973年にはマッカイ市議会が市民センターを含む複合施設を計画していた影響で、慰霊碑はアルバート通りに面した公園の反対側に移動された。ANZACの日とリメンブランス・デーの際はこの慰霊碑が中心となるほか、第一次世界大戦以外の戦争記念碑もこの周辺に建てられている。 